# Żyły trzustkowe
Żyły trzustkowe (ang. pancreatic veins) – w anatomii człowieka liczne małe naczynia zbierające krew z trzonu i ogona trzustki. Uchodzą do żyły krezkowej górnej i do żyły śledzionowej.
W literaturze można znaleźć przykłady wyróżniania i nazywania niektórych żył trzustkowych, m.in.:
- żyła trzustkowa poprzeczna, żyła trzustkowa grzbietowa[1] (ang. transverse pancreatic vein, dorsal pancreatic vein)
- żyła trzustkowa dolna[2] (ang. inferior pancreatic vein)
- żyła trzustkowa dolna, żyła trzustkowa lewa[3] (ang. inferior pancreatic vein, left pancreatic vein)